# Шелин, Лотта
Шарлотта Ева (Лотта) Шелин (швед. Charlotta Eva "Lotta" Schelin; род. 27 февраля 1984, Худдинге, Стокгольм) — шведская футболистка, нападающая.
Бывший главный тренер женской сборной Дании Петер Бонде сравнил Шелин с её знаменитым соотечественником Златаном Ибрагимовичем из-за её роста, скорости и техники.

## Карьера

### Ранняя
Лотта росла в городе Колеред, поэтому её первой командой в детстве был местный футбольный клуб «Колередс», где она начинала играть вместе со своей сестрой Камиллой. Также Шелин на раннем этапе карьеры выступала за команды «Хеллесокер» и «Мёльнлюкке». Прежде, чем окончательно сосредоточиться на футболе, Шелин также занималась настольным теннисом, беговыми видами лёгкой атлетики и сноубордингом.

### Клубная
В 2001 году в возрасте 17 лет Лотта Шелин дебютировала в чемпионате Швеции среди женщин за клуб «Гётеборг». За «Гётеборг» она провела более ста матчей. Получив серьёзную травму в августе 2002 года, Шелин смогла восстановиться лишь к июню следующего, 2003 года. В 2004 году Лотта Шелин была названа «прорывом года», забив 14 мячей в 15 встречах за «Гётеборг».
В 2008 году Лотта перешла в футбольный клуб «Лион», выступающий в чемпионате Франции.

### В сборной
Шелин дебютировала в сборной Швеции 16 марта 2004 года в матче против сборной Франции в рамках Кубка Алгарве.
По итогам чемпионата Европы 2013 была удостоена «Золотой бутсы», как лучший бомбардир первенства.
В 2016 году Лотта стала серебряным призёром летних Олимпийских игр в Рио-де-Жанейро: в футбольном турнире сборная Швеции уступила в финале Германии, при этом выбив в серии пенальти сборные США и Бразилии в четвертьфинале и полуфинале соответственно.

## Достижения

### Индивидуальные
- «Diamantbollen» (5): 2006, 2011, 2012, 2013, 2014
- Лучший бомбардир чемпионата Швеции по футболу среди женщин: 2006/07 (26 голов)
- «Прорыв года» в Швеции: 2004
- В составе «Команды всех звёзд» чемпионата мира 2011
- «Игрок года» во Франции: 2013
- Лучший бомбардир чемпионата Франции по футболу среди женщин: 2012/13
- «Золотая бутса» чемпионата Европы 2013

### Олимпик Лион
- Чемпионат Франции: пятикратный чемпион (2008/09, 2009/10, 2010/11, 2011/12, 2012/13)
- Кубок Франции: двукратный чемпион (2011/12, 2012/13)
- Лига чемпионов УЕФА: двукратный чемпион (2010/11, 2011/12)

### Сборная Швеции
- Чемпионат мира: бронзовый призёр (2011)
- Чемпионат Европы: двукратный бронзовый призёр (2005, 2013)
- Кубок Алгарве: чемпион (2009), трёхкратный бронзовый призёр (2006, 2007, 2010)

## Личная жизнь
Совершила каминг-аут как лесбиянка в августе 2018 года. С 2018 года она замужем за своей женой Ребеккой.

## Интересные факты
Лотта Шелин несколько раз снималась в сериалах в роли самой себя.